# Charlotte von Gravenreuth
Charlotte von Gravenreuth, geborene Gräfin Hirschberg, Pseudonym Charlotte von Graven, (* 25. Januar 1809 in Bayern; † 5. Februar 1877 in Berlin) war eine deutsche Roman- und Bühnenautorin und Übersetzerin.

## Leben
Charlotte Maximiliane Lucretia, Baronin von Gravenreuth, geborene Gräfin von Hirschberg, war eine Tochter des bayerischen Rittmeisters und Kämmerers Hermann Graf von Hirschberg († 31. Januar 1814) und dessen Frau Sophia, geborene Freiin Lochner von Hüttenbach auf Theuern. Sie heiratete am 15. Mai 1825 den Freiherrn Moritz von Gravenreuth auf Schlammersdorf und Menzlas († 3. Juli 1845), von dem sie 1828 wieder geschieden wurde.
Sie lebte in Wien, München, Stuttgart, Frankfurt/M. und zuletzt in Hannover und verfasste historische Romane. Außerdem bearbeitete und übersetzte sie Bühnenstücke aus dem Französischen, die in der Reihe Bühnenrepertoire des Auslandes (1830–1884) erschienen. 1849 war sie Direktorin eines Sommertheaters in Moabit und hatte später ein Theater in Reval.
Bekannt wurde sie 1861 durch ihren Streit mit Karl Gutzkow, den sie beschuldigte, ihre ihm anvertrauten Memoiren zu seinem Roman Zauberer in Rom verwendet zu haben, was Gutzkow aber zurückwies. 
Als dramatische Dichterin nannte sie sich Charlotte von Graven.

## Werke
- Ein weiblicher Diplomat oder Was ein Mädchen aus Büchern lernt. 1860
- Das Kind der Diebin. Historischer Roman. Wien 1864
- Eine Frau aus dem Volke oder: die grobe Wirtin von Fischbach. Humoristische Erzählung. Reutlingen 1880
- In Palast und Hütte. Wien 1862